# Baby Mama
Baby Mama ist eine US-amerikanische Filmkomödie aus dem Jahr 2008. Regie führte Michael McCullers, der auch das Drehbuch schrieb.

## Handlung
Kate Holbrook ist eine erfolgreiche, alleinstehende Geschäftsfrau. Sie will ein Kind haben, jedoch erfährt sie, dass sie mit 37 Jahren kaum noch eine Chance dazu hat. Die Arbeiterin Angie Ostrowski soll in der von Chaffee Bicknell geleiteten Klinik befruchtet werden und ein Kind für Holbrook gebären. 
Die Befruchtung ist allerdings erfolglos, woraufhin Angie mit Carl schläft und von diesem schwanger wird, was sie zunächst noch nicht weiß. Sie täuscht eine Schwangerschaft vor Kate vor, bis sie erfährt, dass sie wirklich schwanger ist. Sie lässt Kate aber weiterhin in dem Glauben, das Kind sei ihres. Der Betrug fällt bei einer Baby-Party für Kate und Angie auf. Dort erfährt Angie aber, dass das Baby nicht unbedingt ihr eigenes sein muss, es könnte genauso gut das von Kate sein. Kate ist wütend und schickt Angie für die nächste Zeit in ein Hotel. Unterdessen trifft sich Kate mit dem ehemaligen Anwalt Rob; die beiden werden ein Paar. Ein DNA-Test beweist, dass das Baby von Angie ist, was Kate schwer trifft. Als Angies Fruchtblase platzt, bringt sie Kate ins Krankenhaus und vergibt ihr. Dort gebärt Angie ein gesundes Mädchen, Stefani, und Kate erfährt, dass sie schwanger ist. Kate und Rob heiraten daraufhin und bekommen ihr gemeinsames Baby.

## Kritiken
Josh Tyler schrieb anhand eines Previews auf www.cinemablend.com, die Präsenz von Tina Fey und Amy Poehler mache den Film sehenswert. Er verglich Tina Fey mit Will Ferrell.

## Hintergründe
Der Film wurde in New York City und in Philadelphia gedreht. Die Produktionskosten betrugen schätzungsweise 30 Millionen US-Dollar. Die Weltpremiere fand am 23. April 2008 auf dem Tribeca Film Festival statt. Zwei Tage später begann die breite Veröffentlichung in den Kinos der USA und Kanadas.
Auf der Basis des Films ist ein gleichnamiges Computerspiel entstanden.

## Darsteller
Die beiden Hauptdarsteller Fey und Poehler sind in den USA vor allem als Mitglieder der Comedyshow Saturday Night Live bekannt, die wohl bekanntesten Live-Comedy-Shows der USA.